# Åskaghyttan
Åskaghyttan var en hytta intill sjön Yngen i Värmlands bergslag. Den upptogs som nybyggd i 1575 års jordebok och ingick i den krans av hyttor som uppfördes kring Bergslagens största sjö Yngen för att det var relativt enkelt att transportera malmen från Persbergsgruvan som ligger på en udde i sjön. 